# محمد جنتی
محمد جنتی معروف به حاج حیدر (زاده دیزج‌خلیل آذربایجان شرقی - درگذشته ۱۶ فروردین ۱۳۹۶- حمات سوریه) فرمانده ایرانی تیپ زینبیون (نیروهای پاکستانی مدافع حرم) بود. جنتی سال ۱۳۹۲ راهی سوریه شد و حدود چهار سال در این کشور و در عراق حضور داشت. او نهایتاً در ۱۶ فروردین ۹۶ در حمات سوریه در منطقه تل ترابی شهید شد. پیکر او پس از ۲ سال طی عملیات تفحص کشف و هویتش از طریق آزمایش دی‌ان‌ای شناسایی شد و در ۲۰ خرداد ۱۳۹۸ به ایران بازگردانده شد.